# Spanistoneura
Spanistoneura là một chi bướm đêm thuộc phân họ Olethreutinae, trong họ Tortricidae.

## Các loài
- Spanistoneura acrospodia Diakonoff, 1982